# نهائي دوري أبطال أوروبا 2004
نهائي دوري أبطال أوروبا لكرة القدم 2004 هو النهائي الذي جمع بين ناديي بورتو البرتغالي وموناكو الفرنسي على ملعب فيلتينس أرينا في ألمانيا، وانتهى بفوز نادي بورتو بثلاثة أهداف دون مقابل.

## مسيرة الفريقين قبل الوصول للنهائي

### موناكو
كان موناكو في المجموعة الثالثة في دور المجموعات، وتأهل بتحصله على المركز الأول برصيد 11 نقطة من 3 انتصارات وتعادلين وخسارة واحدة، فاز على آيندهوفن الهولندي بنتيجة 2-1 وتعادل معه بنتيجة 1-1، وفاز على آيك آثينا اليوناني بنتيجة 4-0 ثم تعادل معه بنتيجة 0-0، وخسر أمام ديبورتيفو لاكورونيا الإسباني بنتيجة 0-1، إلا أنه فاز عليه في المباراة التالية بينهما بنتيجة 8-3، أما في دور الـ16 فقد خسر أمام لوكوموتيف موسكو الروسي، قبل أن يفوز عليه بنتيجة 1-0، فتأهل لأن من يخسر في مباراة الذهاب ثم يفوز بنفس فارق الأهداف في مباراة الإياب يتأهل إلى الدور التالي، وخسر أمام ريال مدريد الإسباني في ربع النهائي بنتيجة 2-4 ثم فاز عليه بنتيجة 3-1 فتأهل إلى نصف النهائي الذي فاز فيه على تشيلسي الإنجليزي ذهابا بنتيجة 3-1، وتعادل معه إيابا بنتيجة 2-2، فوصل إلى المباراة النهائية للمرة الأولى في تاريخه.

### بورتو
كان بورتو في المجموعة السادسة في دور المجموعات، وتأهل بتحصله على المركز الثاني برصيد 11 نقطة من 3 انتصارات وتعادلين وخسارة واحدة، تعادل مع بارتيزان بلغراد الصربي بنتيجة 1-1 قبل أن يفوز عليه بنتيجة 2-1، وخسر بعدها أمام ريال مدريد الإسباني بنتيجة 1-3 ثم تعادل معه بنتيجة 1-1، وفاز على أولمبيك مارسيليا الفرنسي بنتيجة 3-2 ثم 1-0، وصل بذلك إلى ثمن النهائي الذي فاز فيه على مانشستر يونايتد الإنجليزي بنتيجة 2-1 ذهابا ثم تعادل معه إيابا بنتيجة 1-1، وفي ربع النهائي فاز على أولمبيك ليون الفرنسي ذهابا 2-0 وتعادل معه إيابا 2-2، أما في نصف النهائي فقد تعادل ذهابا مع ديبورتيفو لاكورونيا الإسباني 0-0 وفاز عليه إيابا بنتيجة 1-0، ليتأهل إلى النهائي للمرة الثانية في تاريخه.

## أحداث المباراة

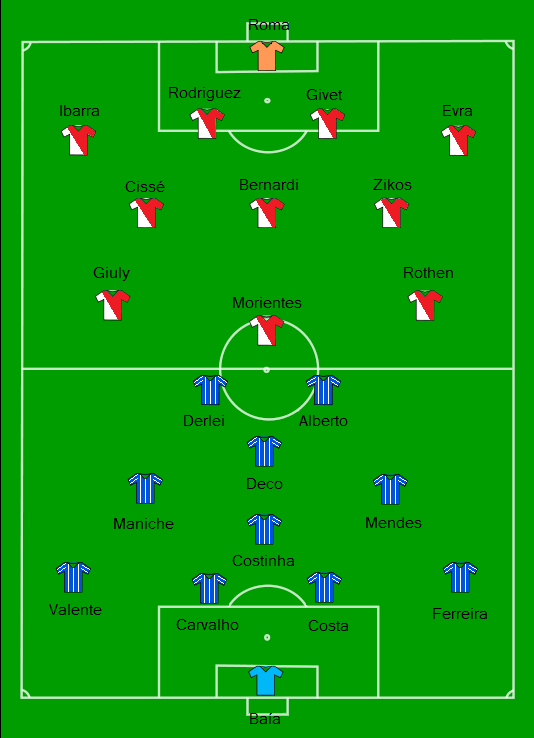
تشكيلة الفريقين، حيث تشكيلة بورتو في أسفل الصورة وتشكيلة موناكو في أعلاها

كان مدرب بورتو في ذلك اللقاء هو البرتغالي جوزيه مورينيو، أما مدرب موناكو فكان الفرنسي ديدييه ديشامب.
كان قائد فريق موناكو اللاعب الفرنسي لودوفيك جيولي في مركز خط الوسط الهجومي مما أدى إلى إحداثه عدة فرص استطاع المدافع البرتغالي خورخي كوستا إيقافها، وكانت هناك فرصة استطاع جيولي القيام بها بعد تمريرة من لاعب خط الوسط الدفاعي الأرجنتيني لوكاس برناردي لكنها لم تؤد إلى هدف، وبعد ذلك تم استبدال جيولي بالمهاجم الكرواتي دادو برشو وتم تسليم شارة القيادة إلى الفرنسي جوليان رودريغيز، ثم جاء لاعب الوسط الهجومي البرازيلي كارلوس ألبيرتو وسجل أول هدف في اللقاء لصالح بورتو قبل 5 دقائق من نهاية الشوط الأول.
في الشوط الثاني سجل المهاجم الإسباني فرناندو موريانتس هدفا لصالح موناكو ولكن ألغاه الحكم كيم ميلتون نيلسن بداعي التسلل، وبعد مرور ساعة من أحداث اللقاء تم استبدال كارلوس ألبيرتو لاعب بورتو بلاعب خط الوسط الروسي ديمتري ألينيشيف، وبعد ذلك بـ4 دقائق تم إشراك المهاجم الكونغولي شعباني نوندا لاعب موناكو مكان الفرنسي إدوارد سيسي واضطر موناكو إلى اللعب بوتيرة أعلى، وفي الدقيقة الـ71 مرر لاعب الوسط الهجومي البرتغالي ديكو الكرة إلى ديمتري ألشينيف ثم أعادها إليه لاحقا وسجل الهدف الثاني لنادي بورتو، ثم أجرى مدرب موناكو ديدييه ديشامب تغييرا باستبداله الفرنسي غائيل جيفيت بالفرنسي سيباستيان سكيلاتشي في الخط الخلفي للدفاع، ولكن ذلك لم يمنع دخول هدف ثالث بعد 4 دقائق من الهدف الثاني وهذه المرة عن طريق ديمتري ألينيشيف، لتنتهي المباراة بفوز نادي بورتو، وتوج بورتو باللقب للمرة الثانية في تاريخه.

## المباراة

### التفاصيل
| موناكو | 0–3   | بورتو                                        |
| ------ | ----- | -------------------------------------------- |
|        | تقرير | كارلوس ألبرتو 39' · ديكو 71' · ألينيتشيف 75' |

| موناكو | بورتو |